# Anochthiphila
Anochthiphila är ett släkte av tvåvingar. Anochthiphila ingår i familjen markflugor.
Kladogram enligt Catalogue of Life:
| Anochthiphila | \| \| Anochthiphila nigra \| \| \| \| \| \| Anochthiphila norrisi \| \| \| \| \| \| Anochthiphila paramonovi \| \| \| \| |
|               | \| \| Anochthiphila nigra \| \| \| \| \| \| Anochthiphila norrisi \| \| \| \| \| \| Anochthiphila paramonovi \| \| \| \| |
|               | Acrometopia |
|               | |
|               | Anchioleucopis |
|               | |
|               | Chaetoleucopis |
|               | |
|               | Chamaemyia |
|               | |
|               | Cremifania |
|               | |
|               | Echinoleucopis |
|               | |
|               | Leucochthiphila |
|               | |
|               | Leucopis |
|               | |
|               | Leucopomyia |
|               | |
|               | Lipoleucopis |
|               | |
|               | Mallochianamyia |
|               | |
|               | Melaleucopis |
|               | |
|               | Melanochthiphila |
|               | |
|               | Neoleucopis |
|               | |
|               | Notochthiphila |
|               | |
|               | Paraleucopis |
|               | |
|               | Parapamecia |
|               | |
|               | Parochthiphila |
|               | |
|               | Plunomia |
|               | |
|               | Pseudodinia |
|               | |
|               | Pseudoleucopis |
|               | |
|               | Toropamecia |
|               | |
|               | Anochthiphila nigra |
|               | |
|               | Anochthiphila norrisi |
|               | |
|               | Anochthiphila paramonovi                                                                                                 |
|               | |

|  | Anochthiphila nigra      |
|  |                          |
|  | Anochthiphila norrisi    |
|  |                          |
|  | Anochthiphila paramonovi |
|  |                          |